# Øster Alling-stenen
Øster Alling-stenen er en runesten fundet i Øster Alling omkring 1627. Jon Skonvig fandt stenen i Alling kirkedør, hvilket må betyde, at den har været genanvendt som tærskelsten. Stenens midterparti er meget slidt og tyder også på det. Øster Alling-stenen er rejst ikke langt fra Virring-stenen og tæt på Allingåbro.

## Indskrift
| Translitteration | : þuriR : ri=sþi : stin : þani : aftiR : fastulf : miuk- |
| Transskription   | ÞōriR rēsþi stēn þænni æftiR Fastulf Miūka.              |
| Oversættelse     | Thore rejste denne sten efter Fastulv Myge.              |

Indskriften er ordnet i parallelordning og læses nedefra og op. Afslutningen af indskriften mangler. Det formodes, at der kun mangler en enkelt a-rune, idet runeristeren har anstrengt sig for at få plads til k-runen, som er meget mindre end de andre runer i indskriften. Thore er et almindeligt navn på de jyske runesten og ses også på en lang række af de svenske runesten. Fastulv kendes derimod kun fra denne ene danske runesten, men ses på en lang række af de svenske, især upplandske runesten.